# 謝省
謝省（1427年—？），字世修，号愚得，晚号逸老，浙江台州府黃巖縣人，民籍，明朝政治人物。進士出身。

## 生平
景泰四年（1453年）癸酉科浙江鄉試第八十六名。景泰五年（1454年）聯捷甲戌科會試第三百三十名，殿試登進士第二甲第八十四名。授南兵部车驾司主事，转武选司，成化元年任宝庆府知府。

## 著作
《逸老堂净稿》十九卷、《杜诗注解》。

## 家族
曾祖父謝伯遜。祖父謝原參。父亲謝性金。兄谢绩，字世懋，有《王城山人稿》。